# هنرهای نمایشی شن یون
 هنرهای نمایشی شِن‌یون  یا شن یون، (به انگلیسی: Shen Yun Performing arts) با نام پیشین هنرهای نمایشی الهی، شرکت رقص و موسیقی کلاسیک چینی مستقر در نیویورک است. اجرای شن‌یون شامل رقص کلاسیک چینی، رقص‌های محلی و قومی چینی و نمایش اسطوره‌ها و داستان‌های کهن چینی به‌همراه رقص است.
شن‌یون دارای گروه ارکستر زنده و اجراهای تک‌نوازی می‌باشد. در زبان چینی شن‌یون به معنی «زیبایی موجودات الهی در حال رقص» است..
شن‌یون در سال ۲۰۰۶ توسط تمرین‌کنندگان روش معنوی کهن چینی فالون گونگ یا فالون دافا،  با هدف احیای پنج هزار سال تمدن چین که با روی کار آمدن حزب کمونیست چین از دست رفته است، تأسیس شد.
گروه نمایشی شن‌یون از سه بخش «کمپانی نیویورک شن‌یون»، «شرکت برگزاری تور شن‌یون» و «شرکت بین‌المللی شن‌یون» تشکیل شده‌است.
شن‌یون دارای چهار گروه اجرا و بیش از ۲۵۰ هنرمند از جمله رقصنده و نوازنده است؛ شامل چهار گروه رقصندگان و چهار گروه ارکستر. این چهار گروه هفت ماه از سال هم‌زمان در بیش از ۱۳۰ شهر در سراسر اروپا، آمریکای شمالی، استرالیا، نیوزیلند و آسیا و در مشهورترین تالارها به اجرای نمایش می‌پردازند. از جمله مرکز هنرهای نمایشی لینکلن در نیویورک، تالار فستیوال سلطنتی لندن، مرکز کندی در واشینگتن و لپالایس د کانگرس در فرانسه. هنرمندان و گروه تولید شن‌یون در محل اصلی شن‌یون در کودباک ویل در شهرستان اورنج در شمال نیویورک آموزش می‌بینند.
شن‌یون هر ساله در تایوان به نمایش در می‌آید؛ اما تاکنون اجرایی در چین و هنگ‌کنگ نداشته‌است.

## تاریخچه
در سال ۲۰۰۶، تمرین‌کنندگان چینی روش معنوی فالون‌گونگ یا فالون‌دافا درخارج از سرزمین چین، شن‌یون را در نیویورک تأسیس کردند. اولین سری نمایش شن‌یون در سال ۲۰۰۷ به اجرا در آمد. در آن زمان این شرکت متشکل از ۹۰ رقصنده، نوازنده، تک‌نواز و اعضای تولید بود.
هدف نمایش‌های شن‌یون، «احیای جوهره تمدن پنج هزار ساله چین» است که پس از روی کار آمدن حزب کمونیست چین از دست رفت. شن‌یون در وب‌سایت خود نوشته است: «در طول ۵۰۰۰ سال، فرهنگ الهی در سرزمین چین به رشد و شکوفایی و بالندگی رسید. اما این گنجینه بشریت به ورطه نابودی افتاد. شن‌یون از طریق موسیقی و رقص‌های بی‌نظیر و اجرایی خارق‌العاده، این فرهنگ باشکوه را زنده کرده‌است.» 
طبق آمار فروش بلیط‌ها، تا پایان سال ۲۰۱۰ میلادی، بیش از یک میلیون نفر در سراسر دنیا به تماشای اجرای شن یون رفتند.

## نمایش و رقص
شن‌یون هر ساله با اجراهای تازه به نمایش می‌پردازد. مدت اجرا دو ساعت و سی دقیقه است و شامل ۲۰ نمایش از جمله رقص کلاسیک چینی، رقص‌های محلی و قومی (با همراهی ارکستر زنده)، تک‌نوازی و اپرا (تنور و سوپرانو) است.

## رقص
هر کدام از چهار گروه تور نمایش شن یون، متشکل از حدود ۶۰ رقصنده زن و مرد است. بخش اصلی نمایش‌ها رقص کلاسیک چینی است. سیستمی جامع که در طول هزاران سال منتقل شده‌است.
در طی پنج هزار سال، بسیاری از سنت‌های چینی همانند هنرهای رزمی، رقص محلی و آکروباتیک با یکدیگر در آمیختند و با گذر زمان، بخشی از یک شکل هنری واحد را به وجود آوردند؛ به‌طوری‌که بسیاری از ویژگی‌های فرهنگ چینی با رقص سنتی چین در آمیخت.
امروزه رقص کلاسیک چینی و باله در زمره یکی از مدارس کامل رقص در دنیا با تئوری‌ها، تکنیک‌ها و فرم‌های بیان مختص خود می‌باشد.
مجموعه نمایش‌های شن‌یون، شامل افسانه‌های تاریخی چین از جمله افسانه مولان، سفر به غرب و پادشاه میمون (شخصیتی شناخته شده در داستان‌های چینی) است. همچنین داستان فالون‌گونگ در دنیای امروز به نمایش در می‌آید. در یکی از نمایش‌های سال ۲۰۱۰ داستانی در خصوص آزار و شکنجه تمرین‌کنندگان فالون‌گونگ (فالون‌دافا) به نمایش در آمد. داستانی واقعی دربارهٔ مادر کودکی خردسال که توسط حزب کمونیست به دلیل اعتقاد و باورهایش زندانی می‌شود و تحت آزار و شکنجه جان خود را از دست می‌دهد.
رقص‌های قومی شن‌یون از گروه‌های قومی مختلف از جمله یی، میائو، مغول و تبتی است.
شن‌یون در تعریف رقص کلاسیک چینی آن را به سه جزء تقسیم می‌کند. مهارت فنی در رقص، فرم و درون مایه (به چینی: یون).
«مهارت فنی»، مجموعه‌ای از پرش، جهش، پیچ و تاب، چرخش، قلطیدن و تکنیک‌های ملق زدن است. با اینکه بسیاری از این مهارت‌ها در شکل‌های هنری و ورزشی دیگری مثل ژیمناستیک و بندبازی نیز دیده می‌شوند، از رقص کلاسیک چینی نشات می‌گیرند.
«فرم»، اغلب به حرکات و مسیر درست حرکات اشاره دارد. مفهوم دایره و حرکات دوار، عنصر اصلی «فرم» را در رقص کلاسیک چینی شکل داده و مختص این رقص است.
«درون مایه» در رقص کلاسیک چینی، می‌تواند نوعی روح درونی باشد. رقصنده، عمق بیان احساس را با تأکید بر تنفس، نیت، تجلی وجود شخصی خود و المان‌های ناملموس دیگر، به هر حرکت می افزاید. ترکیب این المان‌ها، می‌تواند بسته به شخصیت فرد، مفهوم و انرژی متفاوتی را برای حرکاتی مشابه القا کند.
درون مایه در هر رقص به فرهنگ یک جامعه باز می‌گردد. درون‌مایه در فرهنگ چین در طی انقلاب فرهنگی به تدریج کم رنگ شد. «وینا لی» از تنظیم کنندگان می‌گوید که رقصندگان شن‌یون به بالا بردن اخلاقیات خود تأکید دارند تا بتوانند آن را در نمایش و اجرا انتقال دهند.
چلسی کای از رقصنده‌های اصلی شن‌یون در پروفایل هنرمندان در وب‌سایت هنرهای نمایشی شن‌یون توضیح می‌دهد: «باید ارزش‌های سنتی را در درون خود داشته باشید تا بتوانید رقص چینی را به خوبی به اجرا بگذارید.» 

## موسیقی
ارکستر فیلارمونیک غربی رقصندگان شن‌یون را همراهی می‌کند. در این ارکستر آلات موسیقی سنتی چینی شامل پیپا، سونا، دی زی، گو ژنگ و انواع آلات پرکاشن به نوا در می‌آیند.
اجرا شامل تک نوازی «ارهو»، ساز قدیمی چینی که در غرب با نام ویلون چینی معروف است نیز می‌باشد.

## لباس‌های محلی و سنتی
لباس رقصندگان شن یون، لباس‌های تمام دست بافت و زیبای سنتی و محلی است که هر کدام تماشاچیان را به تاریخ کهن و دربار امپراطوری‌های چین می‌برد. از جمله لباس‌های زنان دربار امپراطوری سلسله تانگ با آستین‌های بلند و موقر، لباس‌های سلسله هان، لباس‌های منچوری با کمرهای باریک و پاشنه‌های بلند زنان که رقصندگان بر روی این پاشنه‌های بلند با سبک قدیمی می‌رقصند و با سرعت می‌چرخند.